# آل ابات ایو
آل ابات ایو (به انگلیسی: All About Eve) گروهٔ موسیقی راک انگلیسی می‌باشد. در ابتدا این گروه متشکل از جولین ریگان (آواز) متولد کاونتری، تیم بریکنو (گیتار) متولد هادرزفیلد و اندی کازین (گیتار بیس) بود و دیگر اعضا نیز طی سال‌ها تغییر می‌کردند.

## ترانه‌شناسی
- همه‌چیز درباره ایو (۱۹۸۸)
- اسکارلت و دیگر داستان‌ها (۱۹۸۹)
- لمس‌شده توسط عیسی (۱۹۹۱)
- فرابنفش (۱۹۹۲)